# Being Charlie
Pour plus de détails, voir Fiche technique et Distribution.
Being Charlie est un film américain réalisé par Rob Reiner, sorti en 2015.

## Synopsis
Charlie, 18 ans, est envoyé en cure de désintoxication par ses parents dans une clinique où il doit faire face à son addiction à la drogue. Il rencontre Eva, une magnifique fille mais tout aussi perturbée que lui...

## Fiche technique
Sauf indication contraire, les informations mentionnées dans cette section peuvent être confirmées par la base de données cinématographiques IMDb,  présente dans la section « Liens externes ».
- Titre original : Being Charlie
- Réalisation : Rob Reiner
- Scénario : Nick Reiner et Matt Elifoson
- Photographie : Barry Markowitz
- Montage : Bob Joyce
- Musique : Chris Bacon
- Production : Stephanie Rennie, Simon Goldberg, Rob Reiner et Johnson Chan
- Sociétés de production :  Jorva Entertainment Productions, Defiant Pictures et Castle Rock Entertainment
- Distribution : Paladin
- Pays d'origine : États-Unis
- Langue originale : anglais
- Format : Couleurs
- Genre : drame
- Durée : 96 minutes
- Dates de sortie 
  - 14 septembre 2015 (Festival international du film de Toronto)
  - 6 mai 2016 ( États-Unis)

## Distribution
- Nick Robinson : Charlie
- Morgan Saylor : Eva
- Cary Elwes : David
- Common : Travis
- Susan Misner : Liseanne
- Devon Bostick : Adam
- Ricardo Chavira : Drake
- Christopher Robin Miller : Gale
- Austin R. Grant : Corey
- Richard Sharrah : Chris
- Charles Halford : Harry
- Erik Aude : Gregg
- Angella Joy : La mère d'Adam
- JJ Neward : Shiela
- Brandyn Cross : Daniel
- Julie-Anne Liechty : Cindy
- Susan Dolan Stevens : Dr. Ainsley
- Andy Fernuik : Thaniel
- Karli Hall : Viv
- Tiffani DiGregorio : Rita
- Deborah Lee Douglas : Une journaliste